# Befotaka (Mahabo)
Befotaka è una città e comune del Madagascar situata nel distretto di Mahabo, regione di Menabe. 
La popolazione del comune rilevata nel censimento 2001 era pari a 8 777 unità.